# إي. ألبرت رايلي
إي. ألبرت رايلي هو سياسي كندي، ولد في 4 يوليو 1868، وتوفي في 22 أكتوبر 1943. انتخب عضو الجمعية التشريعية لنيو برونزويك ‏.